# Luis Tosar
Luis López Tosar (Xustás-Cospeito, Lugo, 13 de octubre de 1971) es un actor español, ganador en tres ocasiones del Premio Goya. La primera como mejor actor de reparto en Los lunes al sol (2002) y las siguientes como mejor actor protagonista por Te doy mis ojos (2003) y Celda 211 (2009).

## Biografía

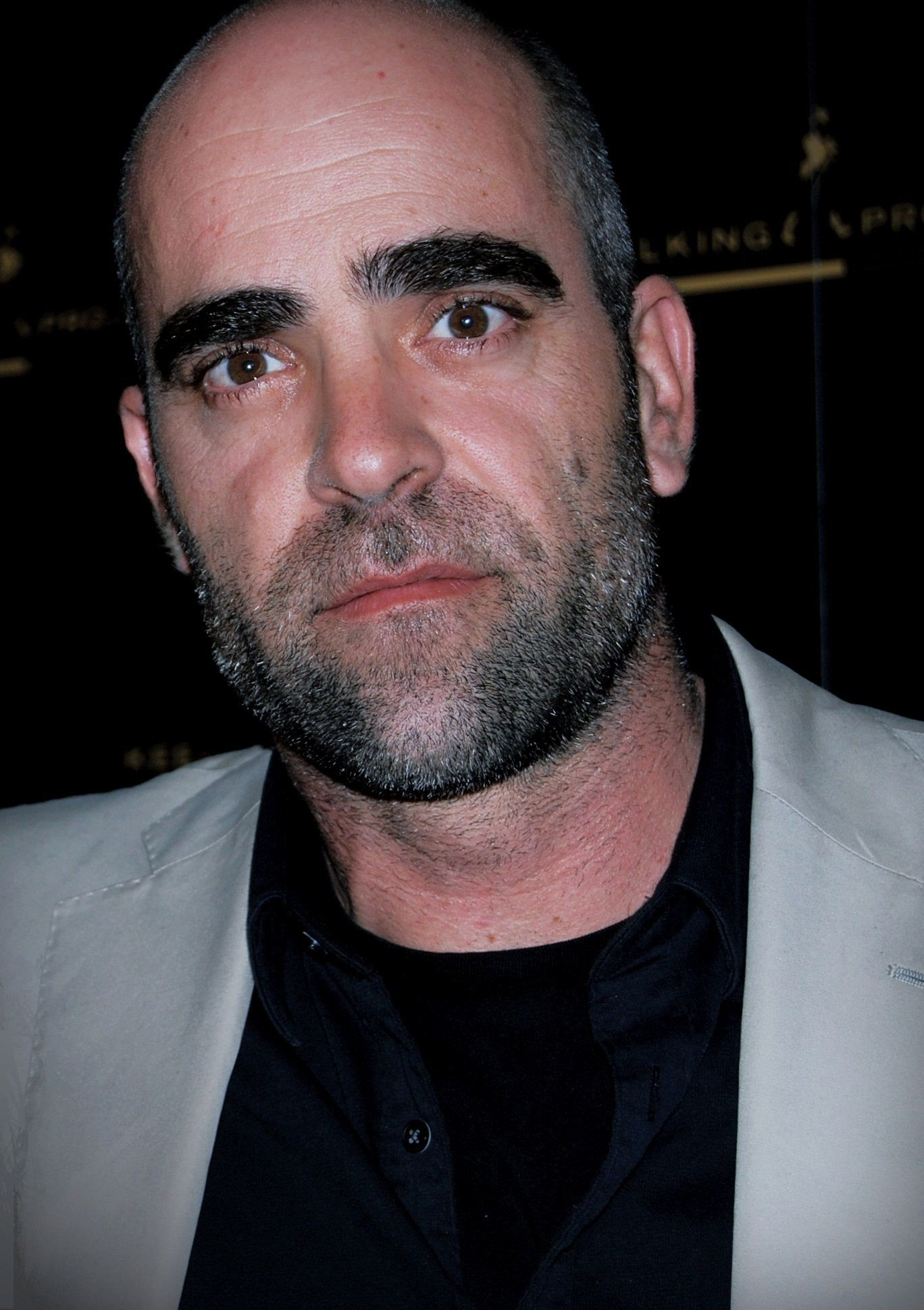
Luis Tosar en 2012.

Nació en Lugo, Galicia, el 13 de octubre de 1971, aunque su familia es de Xustás, Cospeito, Lugo. Comenzó en el campo del cortometraje para luego ser conocido por su presencia en la serie de Televisión de Galicia Mareas Vivas, cuyo primer capítulo se proyectó en enero de 1999, serie rodada en gallego que lo lanzó a la fama en Galicia. En febrero de 2003 fue elegido 'Galego do Mes' por El Correo Gallego.[cita requerida]
Es embajador honorífico del Casco Vello de la ciudad de Vigo.

### Carrera profesional
Ha recibido el Premio Goya de la Academia de las Artes y las Ciencias Cinematográficas de España en 2003, como mejor actor de reparto por Los lunes al sol y en 2004 como mejor actor protagonista por Te doy mis ojos. También ganó la Concha de Plata del Festival de cine de San Sebastián en 2003 por Te doy mis ojos. En la edición de 2009 repitió premio al mejor actor protagonista por su interpretación en Celda 211. 
En 2018 recibió el premio 'Almería, Tierra de Cine' como reconocimiento a ‘su trayectoria, trabajo y personalidad’.
En 2020 protagonizó la miniserie de Netflix Los favoritos de Midas con el papel de Víctor Genovés.
En 2024 estrena la miniserie La ley del mar para TVE y À Punt junto a Blanca Portillo.

### Otros trabajos
Aparte de su faceta en el mundo del cine, Luis Tosar es miembro del trío cómico "The Magical Brothers" (con César Goldi y Piti Sanz).
También integra el grupo musical "Di Elas", que lidera junto a Piti Sanz. El grupo se formó en 2008, y cuyo nombre se debe a que versionaban temas interpretados fundamentalmente por voces femeninas, o grupos cuya voz principal es una mujer. Primero se llamaron The Ellas y más tarde lo tradujeron al gallego adoptando finalmente el nombre de Di Elas. El 29 de marzo de 2011 publicaron su primer disco de nombre homónimo.
Además Tosar hizo el doblaje al español del general George Washington en el videojuego de Ubisoft, Assassin's Creed III.

## Proyectos sociales
Representó una de las caras visibles del apoyo del mundo de la cultura a la Plataforma Nunca Máis durante la crisis generada por el naufragio del petrolero Prestige (noviembre de 2002), de la que posteriormente se distanciaría directamente al considerarla politizada lo que le hizo vivir «momentos muy desagradables cuando la política se juntó con todo eso. Los movimientos sociales están muy bien, pero cuando entra la política, se desvirtúan. Como pasó, por ejemplo, con la plataforma Nunca Máis».
Su trayectoria profesional ha merecido diversas distinciones fuera del ámbito cinematográfico entre la que cabe destacar el Premio Xarmenta en 2005 por su defensa de la lengua gallega en El Bierzo.
También se ha involucrado en política, mostrando su apoyo al BNG y al nacionalismo gallego, habiendo participado en las listas de dicho partido en las elecciones europeas de 2004 y en las municipales por Castro de Rey. En las elecciones al parlamento europeo de 2005 participó en las listas de la coalición Galeusca en representación del BNG.
En 2011 declaró que ya no pertenecía a ningún partido político, ni apoya a ningún partido político.

## Filmografía

### Cine
| Año  | Título                                   | Personaje                    | Director                            | Notas                                                           |
| ---- | ---------------------------------------- | ---------------------------- | ----------------------------------- | --------------------------------------------------------------- |
| 1998 | Atilano presidente                       | Cazorla                      | Santiago Aguilar y Luis Guridi      |                                                                 |
| 1998 | Una extraña mirada                       | Simón                        | José Manuel Quiroga                 | Cortometraje                                                    |
| 1999 | Flores de otro mundo                     | Damián                       | Icíar Bollaín                       |                                                                 |
| 1999 | Celos                                    | Luis                         | Vicente Aranda                      |                                                                 |
| 1999 | El corazón del guerrero                  | Detective                    | Daniel Monzón                       |                                                                 |
| 1999 | Si lo sé no vengo (a mi propio entierro) | Vendedor                     | Manolo Gómez                        | Cortometraje                                                    |
| 1999 | El cumplido                              | Daniel                       | Rafa Russo                          | Cortometraje                                                    |
| 1999 | Amor serrano                             | Xefe                         | Luis Liste                          | Cortometraje                                                    |
| 2000 | Sé quién eres                            | Estévez                      | Patricia Ferreira                   |                                                                 |
| 2000 | El váter susurra                         | Teodoro                      | Rafael Calvo                        | Mediometraje                                                    |
| 2000 | Leo                                      | Paco                         | José Luis Borau                     |                                                                 |
| 2000 | La Comunidad                             | Gómez                        | Álex de la Iglesia                  |                                                                 |
| 2000 | Amores que matan                         | Antonio                      | Icíar Bollaín                       | Cortometraje                                                    |
| 2000 | Besos para todos                         | El Bombilla                  | Jaime Chávarri                      |                                                                 |
| 2000 | El río tiene manos                       | Enterrador                   | Beatriz del Monte                   | Cortometraje                                                    |
| 2001 | Lena                                     | Gitano                       | Gonzalo Tapia                       |                                                                 |
| 2001 | Visionarios                              | Delegado Gobierno            | Manuel Gutiérrez Aragón             |                                                                 |
| 2001 | Sin noticias de Dios                     | Policía                      | Agustín Díaz Yanes                  |                                                                 |
| 2001 | Un asunto pendiente                      | Esteban                      | José Manuel Quiroga                 | Cortometraje                                                    |
| 2002 | Semana Santa                             | Antonio                      | Pepe Danquart                       |                                                                 |
| 2002 | Los lunes al sol                         | José Suárez                  | Fernando León de Aranoa             | Goya al mejor actor de reparto                                  |
| 2002 | Trece campanadas                         | Mateo                        | Xavier Villaverde                   |                                                                 |
| 2002 | Ciclo                                    | Paisano                      | David Ulloa y Tristán Ulloa         | Cortometraje                                                    |
| 2003 | El lápiz del carpintero                  | Herbal                       | Antón Reixa                         |                                                                 |
| 2003 | El regalo de Silvia                      | Carlos                       | Dionisio Pérez Galindo              |                                                                 |
| 2003 | Clases de ruso                           | Pedro                        | José Antonio Bonet                  | Cortometraje                                                    |
| 2003 | Te doy mis ojos                          | Antonio                      | Icíar Bollaín                       | Goya al mejor actor protagonista Concha de Plata al mejor actor |
| 2003 | La flaqueza del bolchevique              | Pablo López                  | Manuel Martín Cuenca                |                                                                 |
| 2003 | Lentura                                  | Arturo                       | Manuel Iglesias Nanin               | Cortometraje                                                    |
| 2004 | La vida que te espera                    | Rai                          | Manuel Gutiérrez Aragón             |                                                                 |
| 2004 | Inconscientes                            | Salvador                     | Joaquín Oristrell                   |                                                                 |
| 2004 | El último peldaño                        | Fran                         | José Manuel Quiroga                 | Cortometraje                                                    |
| 2005 | Galatasaray-Dépor                        | Deportivo Fan                | Hannes Stöhr                        |                                                                 |
| 2005 | El mundo alrededor                       | Florindo                     | Alejandro Calvo-Sotelo              |                                                                 |
| 2005 | La noche del hermano                     | Lorenzo                      | Santiago García de Leániz           |                                                                 |
| 2005 | Aupa Etxebeste!                          | Ladrón                       | Asier Altuna y Telmo Esnal          |                                                                 |
| 2006 | Cargo                                    | Baptist                      | Clive Gordon                        |                                                                 |
| 2006 | El don de la duda                        | Árbitro                      | Alber Ponte                         |                                                                 |
| 2006 | Miami Vice                               | Montoya                      | Michael Mann                        |                                                                 |
| 2007 | Las vidas de Celia                       | Miguel Ángel                 | Antonio Chavarrías                  |                                                                 |
| 2007 | Hotel Tívoli                             | Suso                         | Antón Reixa                         |                                                                 |
| 2007 | Normal con Alas                          | Padre Serafín                | Coca Gómez                          |                                                                 |
| 2008 | Casual Day                               | Cholo                        | Max Lemcke                          |                                                                 |
| 2009 | The limits of control                    | Hombre                       | Jim Jarmusch                        |                                                                 |
| 2009 | La noche que dejó de llover              | Spleen                       | Alfonso Zarauza                     |                                                                 |
| 2009 | Celda 211                                | Malamadre                    | Daniel Monzón                       | Goya al mejor actor protagonista                                |
| 2010 | La sinapsis del códice                   | Monseñor Hire                | Pablo Iglesias                      |                                                                 |
| 2010 | En el insomnio                           | Narrador                     | José Ángel Alayón                   | Cortometraje                                                    |
| 2010 | Mr. Nice                                 | Craig Lovato                 | Bernard Rose                        |                                                                 |
| 2010 | 18 comidas                               | Edu                          | Jorge Coira                         |                                                                 |
| 2010 | Lope                                     | Fray Bernardo                | Andrucha Waddington                 |                                                                 |
| 2011 | También la lluvia                        | Costa                        | Icíar Bollaín                       |                                                                 |
| 2011 | Crebinsky                                | Comandante                   | Enrique Otero                       |                                                                 |
| 2011 | Mientras duermes                         | César                        | Jaume Balagueró                     |                                                                 |
| 2011 | Novo Vigo Vello                          | Él mismo                     | Eduardo Rolland                     | Película documental                                             |
| 2011 | Luz de mar                               | Narrador                     | Luis Vázquez y Raúl Serrano         | Película documental                                             |
| 2012 | O Apóstolo                               | Xavier                       | Fernando Cortizo                    | Papel de voz                                                    |
| 2012 | Operación E                              | Crisanto                     | Miguel Courtois                     |                                                                 |
| 2012 | Una pistola en cada mano                 | L.                           | Cesc Gay                            |                                                                 |
| 2013 | Qué pena tu familia                      | Manuel Añón                  | Nicolás López                       |                                                                 |
| 2013 | Cólera                                   | Líder                        | Aritz Moreno                        | Cortometraje                                                    |
| 2013 | Una noche en el Viejo México             | Panamá                       | Emilio Aragón                       |                                                                 |
| 2014 | Los fenómenos                            | Lobo                         | Alfonso Zarauza                     |                                                                 |
| 2014 | El niño                                  | Jesús                        | Daniel Monzón                       |                                                                 |
| 2014 | Musarañas                                | Padre                        | Juan Fernando Andrés y Esteban Roel |                                                                 |
| 2014 | Murieron por encima de sus posibilidades | Antonio                      | Isaki Lacuesta                      |                                                                 |
| 2015 | Little Galicia                           | Luis                         | Alber Ponte                         |                                                                 |
| 2015 | A cambio de nada                         | Padre Darío                  | Daniel Guzmán                       |                                                                 |
| 2015 | El desconocido                           | Carlos                       | Dani de la Torre                    |                                                                 |
| 2015 | Ma Ma                                    | Arturo                       | Julio Medem                         |                                                                 |
| 2016 | Cien años de perdón                      | Gallego                      | Daniel Calparsoro                   |                                                                 |
| 2016 | Toro                                     | López                        | Kike Maíllo                         |                                                                 |
| 2016 | Share o no share                         | Sargento                     | Juan Hervella-Rego                  | Cortometraje                                                    |
| 2016 | 1898: Los últimos de Filipinas           | Martín Cerezo                | Salvador Calvo                      |                                                                 |
| 2017 | Plan de fuga                             | Teniente                     | Iñaki Dorronsoro                    |                                                                 |
| 2018 | Ola de crímenes                          | Cosme                        | Gracia Querejeta                    |                                                                 |
| 2018 | Yucatán                                  | Lucas                        | Daniel Monzón                       |                                                                 |
| 2018 | La sombra de la ley                      | Aníbal Uriarte               | Dani de la Torre                    |                                                                 |
| 2019 | El increíble finde menguante             | Padre de Alba                | Jon Mikel Caballero                 | Papel de voz                                                    |
| 2019 | Quien a hierro mata                      | Mario                        | Paco Plaza                          |                                                                 |
| 2019 | Ventajas de viajar en tren               | Martín Urales de Úbeda       | Aritz Moreno                        |                                                                 |
| 2019 | Intemperie                               | Pastor                       | Benito Zambrano                     |                                                                 |
| 2020 | Adú                                      | Gonzalo                      | Salvador Calvo                      |                                                                 |
| 2020 | Hasta el cielo                           | Rogelio                      | Daniel Calparsoro                   |                                                                 |
| 2021 | Maixabel                                 | Ibon Etxezarreta             | Icíar Bollaín                       |                                                                 |
| 2021 | Way Down                                 | Simon                        | Jaume Balagueró                     |                                                                 |
| 2021 | Miracle Valley                           | Bartender                    | Greg Sestero                        |                                                                 |
| 2022 | Canallas                                 | Luismi                       | Daniel Guzmán                       |                                                                 |
| 2022 | Código emperador                         | Juan                         | Jorge Coira                         |                                                                 |
| 2022 | En los márgenes                          | Rafael                       | Juan Diego Botto                    |                                                                 |
| 2023 | Fatum                                    | Sergio                       | Juan Galiñanes                      |                                                                 |
| 2023 | El fantástico caso del Golem             | Toni                         | Juan González y Fernando Martínez   |                                                                 |
| 2023 | Todos los nombres de Dios                | Santiago Gómez               | Daniel Calparsoro                   |                                                                 |
| 2024 | Tratamos demasiado bien a las mujeres    | Antonio                      | Clara Bilbao                        |                                                                 |
| 2024 | El correo                                | Francisco Escámez            | Daniel Calparsoro                   |                                                                 |
| 2024 | La infiltrada                            | Ángel Salcedo, «El Inhumano» | Arantxa Echevarría                  |                                                                 |
| 2024 | Amanece en Samaná                        | Santi                        | Rafael Cortés                       |                                                                 |
| 2025 | La deuda                                 |                              | Daniel Guzman                       |                                                                 |

#### Como productor
Es coproductor y actor de Crebinsky, aunque ésta no es su primera experiencia como productor, ya que las películas 18 comidas y Al final del camino son dos buenos ejemplos del interés del gallego por esta otra faceta cinematográfica.
- 2009: Al final del camino de Roberto Santiago.
- 2010: 18 comidas de Jorge Coira.
- 2011: Crebinsky de Enrique Otero.

### Televisión
| Año         | Título                   | Personaje                    | Cadena             | Notas        |
| ----------- | ------------------------ | ---------------------------- | ------------------ | ------------ |
| 1997        | La casa de los líos      | Operario                     | Antena 3           | 1 episodio   |
| 1998 - 2001 | Mareas vivas             | Andrés Domínguez             | TVG                | 49 episodios |
| 1999        | El comisario             | Psicópata del destornillador | Telecinco          | 1 episodio   |
| 2018        | Mira lo que has hecho    | Lucas                        | Movistar+          | 1 episodio   |
| 2020        | Relatos con-fin-a-dos    | Suso Barreiro                | Prime Video        | 1 episodio   |
| 2020        | Escenario 0              | Repartidor                   | HBO España         | 1 episodio   |
| 2020        | Los favoritos de Midas   | Víctor Genovés Neira         | Netflix            | 6 episodios  |
| 2023        | Hasta el cielo: La serie | Rogelio                      | Netflix            | 7 episodios  |
| 2023        | Star Wars: Visions       | Sith Master (voz)            | Disney+            | 1 episodio   |
| 2024        | La ley del mar           | José Durà "Pepe"             | La 1 / À Punt      | 3 episodios  |
| 2024        | Zorro                    | Alejandro de la Vega         | Prime Video / La 1 | 3 episodios  |
| 2025        | Matices                  | César Graf                   | SkyShowtime        | 2 episodios  |

### Teatro
- 2011 A ópera dos tres reás, de Blanca Cendán.[11]
- 2006 Hamlet, de Lino Braxe y con Manuel Manquiña, Gonzalo Uriarte, Víctor Mosqueira y Miguel Piernas.[12]
- 2005 El zoo de cristal, de Agustín Alezzo y con Cristina Rota, María Botto y Juan Carlos Vellido.[13]
- 2001 La cena de los idiotas, de Francis Veber

### Otros
- 2012: En el videojuego Assassin's Creed III como actor de doblaje del presidente George Washington.
- 2014: En el videoclip de la canción Hey Hey Hey del grupo musical chileno Los Tres.
- 2017: En el videojuego Destiny 2 como actor de doblaje de Lord Ghaul.

## Premios y candidaturas
Festival Internacional de Cine de San Sebastián
| Año  | Categoría                      | Película        | Resultado |
| ---- | ------------------------------ | --------------- | --------- |
| 2003 | Concha de Plata al mejor actor | Te doy mis ojos | Ganador   |

Festival Internacional de Cine de Mar del Plata
| Año  | Categoría                                | Película                    | Resultado |
| ---- | ---------------------------------------- | --------------------------- | --------- |
| 2004 | Astor de Plata al mejor actor (ex aequo) | El lápiz del carpintero     | Ganador   |
| 2005 | Astor de Plata al mejor actor            | Inconscientes               | Candidato |
| 2008 | Astor de Plata al mejor actor            | La noche que dejó de llover | Candidato |

Festival Internacional de Cine de Miami
| Año  | Categoría                  | Película                    | Resultado |
| ---- | -------------------------- | --------------------------- | --------- |
| 2004 | Mejor actor iberoamericano | La flaqueza del bolchevique | Ganador   |
| 2013 | Mejor reparto              | Una pistola en cada mano    | Ganador   |

Premios Goya
| Año  | Categoría                                   | Película             | Resultado |
| ---- | ------------------------------------------- | -------------------- | --------- |
| 1999 | Mejor actor revelación                      | Flores de otro mundo | Nominado  |
| 2002 | Mejor interpretación masculina de reparto   | Los lunes al sol     | Ganador   |
| 2003 | Mejor interpretación masculina protagonista | Te doy mis ojos      | Ganador   |
| 2009 | Mejor interpretación masculina protagonista | Celda 211            | Ganador   |
| 2010 | Mejor interpretación masculina protagonista | También la lluvia    | Nominado  |
| 2011 | Mejor interpretación masculina protagonista | Mientras duermes     | Nominado  |
| 2015 | Mejor interpretación masculina protagonista | El desconocido       | Nominado  |
| 2019 | Mejor interpretación masculina protagonista | Quien a hierro mata  | Nominado  |
| 2022 | Mejor interpretación masculina protagonista | Maixabel             | Nominado  |
| 2023 | Mejor interpretación masculina protagonista | En los márgenes      | Nominado  |
| 2025 | Mejor interpretación masculina de reparto   | La infiltrada        | Nominado  |

Medallas del Círculo de Escritores Cinematográficos
| Año  | Categoría              | Película                                    | Resultado |
| ---- | ---------------------- | ------------------------------------------- | --------- |
| 1999 | Mejor actor secundario | Flores de otro mundo                        | Nominado  |
| 2002 | Mejor actor secundario | Los lunes al sol                            | Ganador   |
| 2003 | Mejor actor            | Te doy mis ojos La flaqueza del bolchevique | Ganador   |
| 2008 | Mejor actor secundario | Casual Day                                  | Nominado  |
| 2009 | Mejor actor            | Celda 211                                   | Ganador   |
| 2010 | Mejor actor            | También la lluvia                           | Nominado  |
| 2011 | Mejor actor            | Mientras duermes                            | Nominado  |
| 2012 | Mejor actor            | Operación E                                 | Nominado  |
| 2015 | Mejor actor            | El desconocido                              | Nominado  |
| 2015 | Mejor actor secundario | Ma ma                                       | Nominado  |
| 2019 | Mejor actor            | Intemperie                                  | Nominado  |
| 2022 | Mejor actor            | Maixabel                                    | Nominado  |
| 2024 | Mejor actor secundario | La infiltrada                               | Ganador   |

Unión de Actores
| Año  | Categoría                        | Película         | Resultado |
| ---- | -------------------------------- | ---------------- | --------- |
| 2002 | Mejor actor secundario de cine   | Los lunes al sol | Ganador   |
| 2003 | Mejor actor protagonista de cine | Te doy mis ojos  | Ganador   |
| 2009 | Mejor actor protagonista de cine | Celda 211        | Ganador   |
| 2012 | Mejor actor protagonista de cine | Operación E      | Nominado  |
| 2022 | Mejor actor protagonista de cine | Maixabel         | Nominado  |

Premios Platino
| Año  | Categoría                                 | Película        | Resultado |
| ---- | ----------------------------------------- | --------------- | --------- |
| 2023 | Mejor interpretación masculina            | En los márgenes | Nominado  |
| 2025 | Mejor Interpretación Masculina de Reparto | La infiltrada   | Pendiente |

Premios Fotogramas de Plata
| Año  | Categoría           | Película         | Resultado |
| ---- | ------------------- | ---------------- | --------- |
| 2003 | Mejor actor de cine | Te doy mis ojos  | Ganador   |
| 2009 | Mejor actor de cine | Celda 211        | Ganador   |
| 2011 | Mejor actor de cine | Mientras duermes | Nominado  |

Premios José María Forqué
| Año  | Categoría                      | Película          | Resultado |
| ---- | ------------------------------ | ----------------- | --------- |
| 2009 | Mejor interpretación masculina | Celda 211         | Ganador   |
| 2010 | Mejor interpretación masculina | También la lluvia | Ganador   |
| 2011 | Mejor interpretación masculina | Mientras duermes  | Nominado  |
| 2015 | Mejor interpretación masculina | El desconocido    | Nominado  |
| 2021 | Mejor interpretación masculina | Maixabel          | Nominado  |

Festival Solidario de Cine Español de Cáceres
| Año  | Categoría                                  | Película   | Resultado |
| ---- | ------------------------------------------ | ---------- | --------- |
| 2009 | Premio San Pancracio como Mejor actor 2008 | Casual Day | Ganador   |

Festival de Cine Español de Málaga
| Año  | Categoría                   | Película                    | Resultado |
| ---- | --------------------------- | --------------------------- | --------- |
| 2011 | Premio Honorífica de Málaga | Premio Honorífica de Málaga | Ganador   |

Premios Mestre Mateo
| Año  | Categoría                | Película                                                        | Resultado |
| ---- | ------------------------ | --------------------------------------------------------------- | --------- |
| 2002 | Mejor actor de reparto   | Los lunes al sol                                                | Ganador   |
| 2003 | Mejor actor protagonista | El lápiz del carpintero, Trece campanadas y El regalo de Silvia | Ganador   |
| 2004 | Mejor actor protagonista | La vida que te espera                                           | Nominado  |
| 2006 | Mejor actor protagonista | Cargo                                                           | Ganador   |
| 2008 | Mejor actor protagonista | La noche que dejó de llover                                     | Nominado  |
| 2009 | Mejor actor protagonista | Celda 211                                                       | Ganador   |
| 2010 | Mejor actor de reparto   | 18 comidas                                                      | Nominado  |
| 2012 | Mejor actor protagonista | Operación E                                                     | Ganador   |
| 2014 | Mejor actor protagonista | El niño                                                         | Nominado  |
| 2015 | Mejor actor protagonista | El desconocido                                                  | Ganador   |

Premios María Casares
| Año  | Categoría                | Película | Resultado |
| ---- | ------------------------ | -------- | --------- |
| 2006 | Mejor actor protagonista | Hamlet   | Ganador   |